# Ернульф Баст
Ернульф Б'ярне Баст (норв. Ørnulf Bjarne Bast; 25 січня 1907, Християнія — 28 жовтня 1974, Ракке) — норвезький скульптор і художник. Був одним із провідних норвезьких скульпторів XX століття.

## Життя та творчість
Ернульф Б'ярне Баст народився в Осло в сім'ї Гальстена Андерсена Баста Бірклунда (норв. Halsten Andersen Bast Birklund; 1870—1952) та Іди Матільди Крістенсен (норв. Ida Mathilde Kristensen; 1870—1960).
Живопис і скульптуру Баст вивчав спочатку у Державній школі ремесел та художніх промислів під керівництвом Торб'єрна Альвсакера у 1927 році, потім з 1928 до 1930 рік у Національній академії образотворчих мистецтв в Осло у професора Вільгельма Расмуссена. Ще в роки студентства він здійснив кілька навчальних подорожей, зокрема до Франції з 1928 до 1929 рік, а потім до Великої Британії, Німеччини, Греції, Італії, Іспанії та Північної Африки, включно з Єгиптом і Марокко, з 1930 до 1930 рік, потім ще одна подорож до Парижа у 1937 році. Подорож Північною Африкою надалі відбито у творчості митця, де зустрічалися мотиви традиційних орнаментів і квітів цих країн.
Баст був активним членом різних організацій художників і скульпторів, також входив до складу журі кількох норвезьких конкурсів. Він отримав Золоту Королівську медаль за заслуги перед королівством у 1950 році.
Він — автор статуетки лоша, яка вручається Норвезькою асоціацією літературних перекладачів лауреатам Бастіанської премії за найкращий переклад норвезькою мовою.
У 1948 році Ернульф видав обмеженим тиражем книгу «Нічні метелики» (норв. Nattsvermere), ілюстровану його власними оригінальними офортами. У тому ж році книга отримала нагороду «Найкрасивіша книга року». Пізніше, у 1964 році, Баст опублікував книги «Місячник у будинку дитинства» (норв. Søvngjenger i barndommens hus) та «Сині ранкові хмари», які також зверталися до сюрреалістичного світу снів.
У 1940 році він одружився з Лайлі Тересії фон Ганно (норв. Lajla Theresia von Hanno; 1921—2010), у пари було четверо дітей: Евен Баст (1942—2008), Дівеке Баст (1948), Іселін Баст, художниця (1950) та Гальштейн Баст, політик (1955). Під час окупації Норвегії нацистською Німеччиною Баст з дружиною на якийсь час надали свою квартиру підпільникам із норвезького руху опору. З 1947 року до самої своєї смерті у 1974 році Ернульф Баст постійно проживав влітку у садибі Фуглевік біля Ракке в Брунланесі, на південь від Ларвіка, де в нього також була його студія.

## Доробок (частковий)
Серед найвідоміших робіт скульптора:
- Бронзові леви біля художньої галереї «Kunstnernes Hus» в Осло (1930—1931)
- Бронзові двері з рельєфами в Норвезькому банку в Йовіку (1933—1934)
- Пам'ятник компанії Боррегорд у Сарпсборзі (1936—1939)
- Фонтан Святого Гальварда у Драммені (1940—1952)
- Скульптура «Молода жінка» (норв. Ung kvinne) у парку Св. Гансгеугена в Осло (1946—1947)
- Скульптура «Сестри-близнючки» (норв. Tvillingsøstrene) у Копенгагені (1947—1949)
- Фонтан із бронзовою групою «Вічне життя» (норв. Evig liv) на площі Сегестеда в Осло (1947—1949)
- Пам'ятник «Дві сестри» (норв. To søstre) у Копенгагені
- Скульптура «Вибір короля» (норв. Kongens nei) в Ельверумі (1949—1950)
- Пам'ятник мандрівнику перед залізничною станцією Østbanestasjonen в Осло
- Статуя «Лоша» (норв. Fole) на Біркелунден в Осло (1953)
- Військовий меморіал полеглим морякам перед церквою у Ставерні (1948—1949)
- Скульптура хлопчика у ставку Кіркедаммен у Ставерні (1948—1949)
- Скульптура дівчини у парку у Ставерні (1948—1949)
- Пам'ятник норвезькому поетові Герману Вілденві у Ставерні (1965—1967)
- Пам'ятник Крістіану Біркелану у Нутоддені (1960)
- Скульптура «Перетворення Нікі Самофракійської» (норв. Metamorfose av Nike fra Samothrake) в Університеті Св. Лаврентія у Ванкувері, Канада (1966—1967)
- Skogsarbeideren в Ельверум (1967—1968)
- Пам'ятник королю Гокону VII у фортеці Вардохус у Варді (1969)
- Пам'ятник Ейнару Ск'єросену у Трюсілі (1970)
- Скульптура «Дівчина з птахом» (норв. Pike med fugl) в Осло (1977)
- Дві ідентичні бронзові статуї «Норвезька леді», встановлені в Моссі, Норвегія та Вірджинія-Біч, США (1962)

Загалом Ернульф Баст створив близько 250 скульптур, пам'ятників і бюстів, майже 1200 картин та 31 літографію.

## Галерея

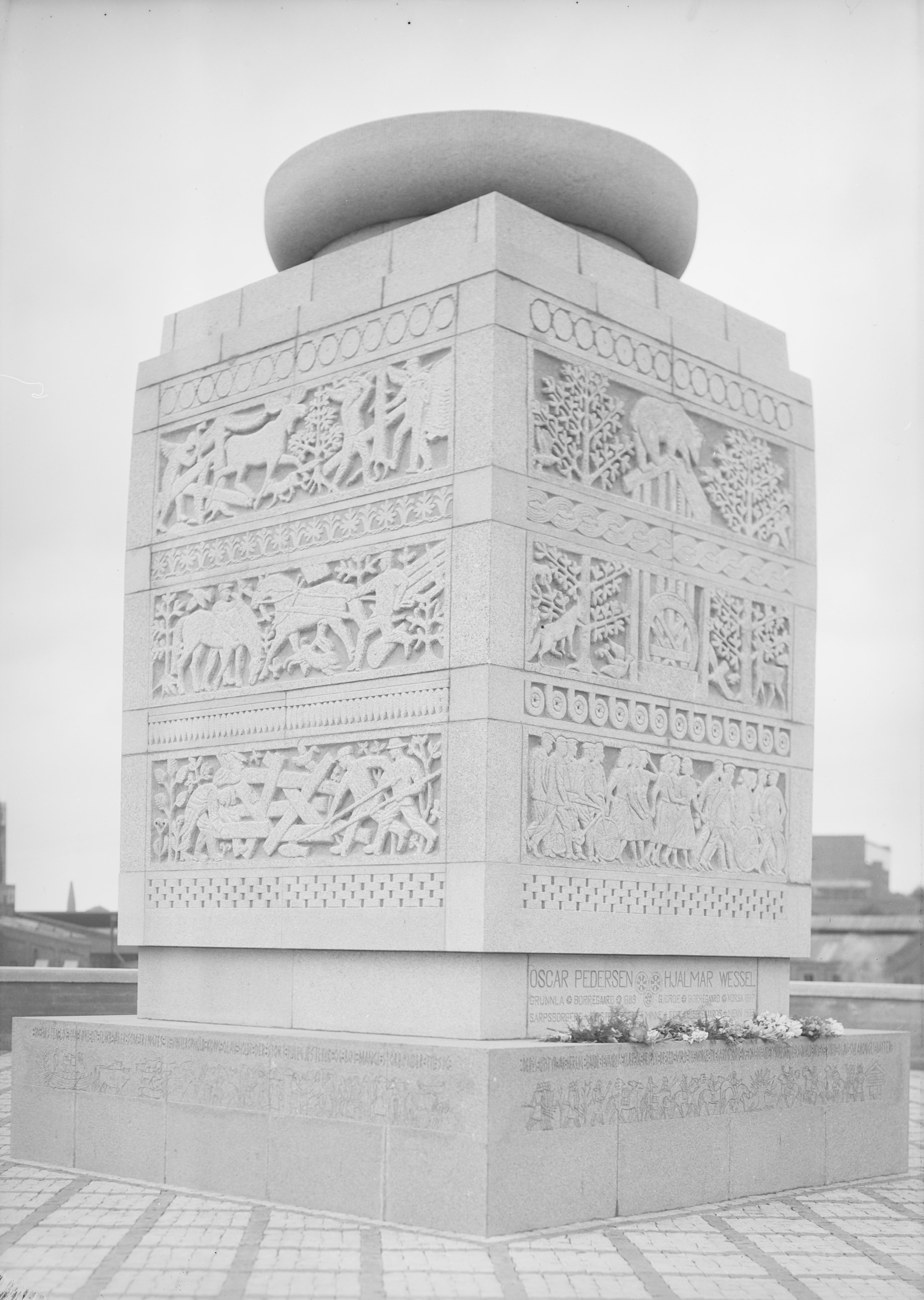
Пам'ятник компанії Боррегорд у Сарпсборзі
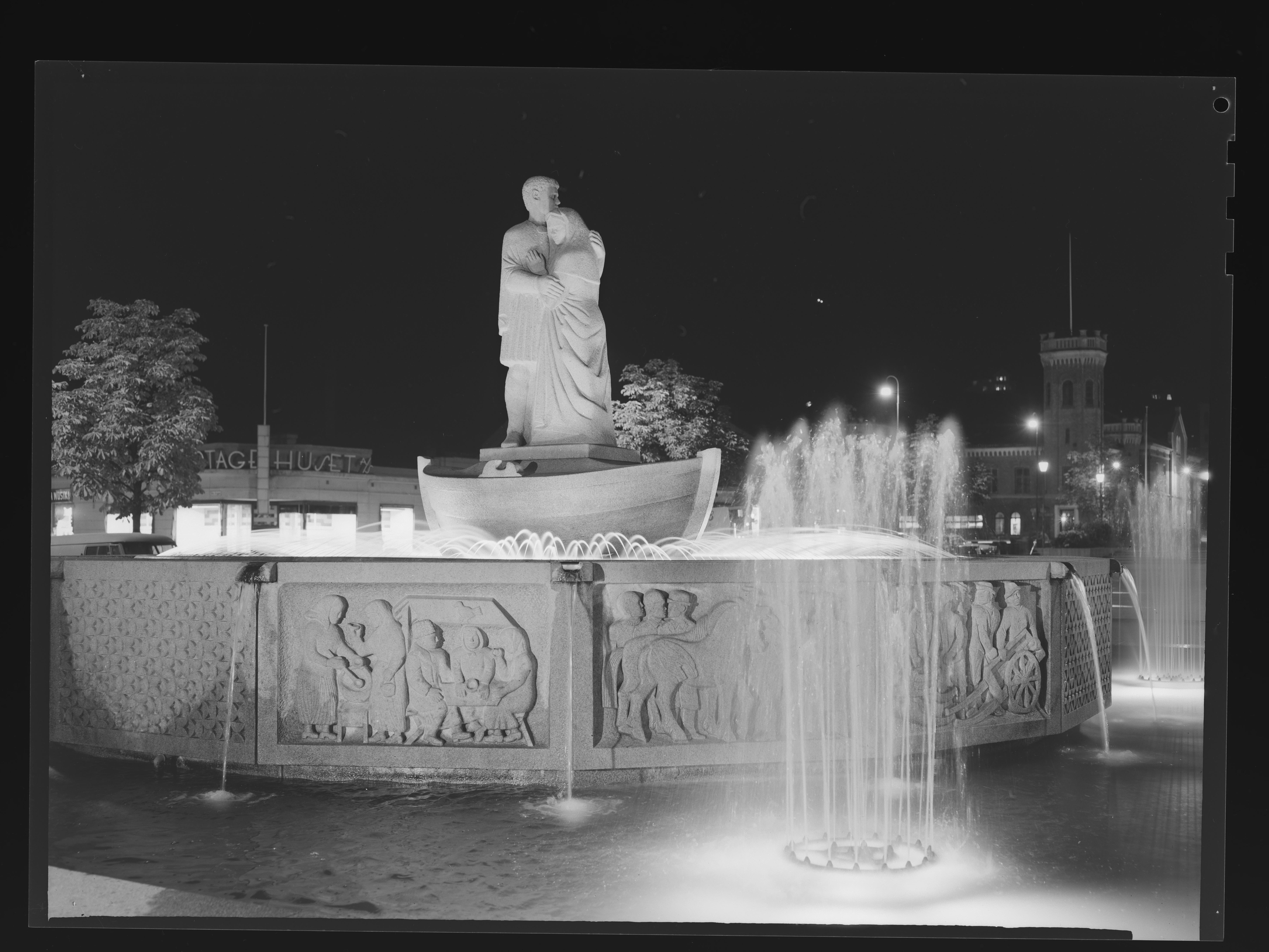
Фонтан Святого Гальварда у Драммені
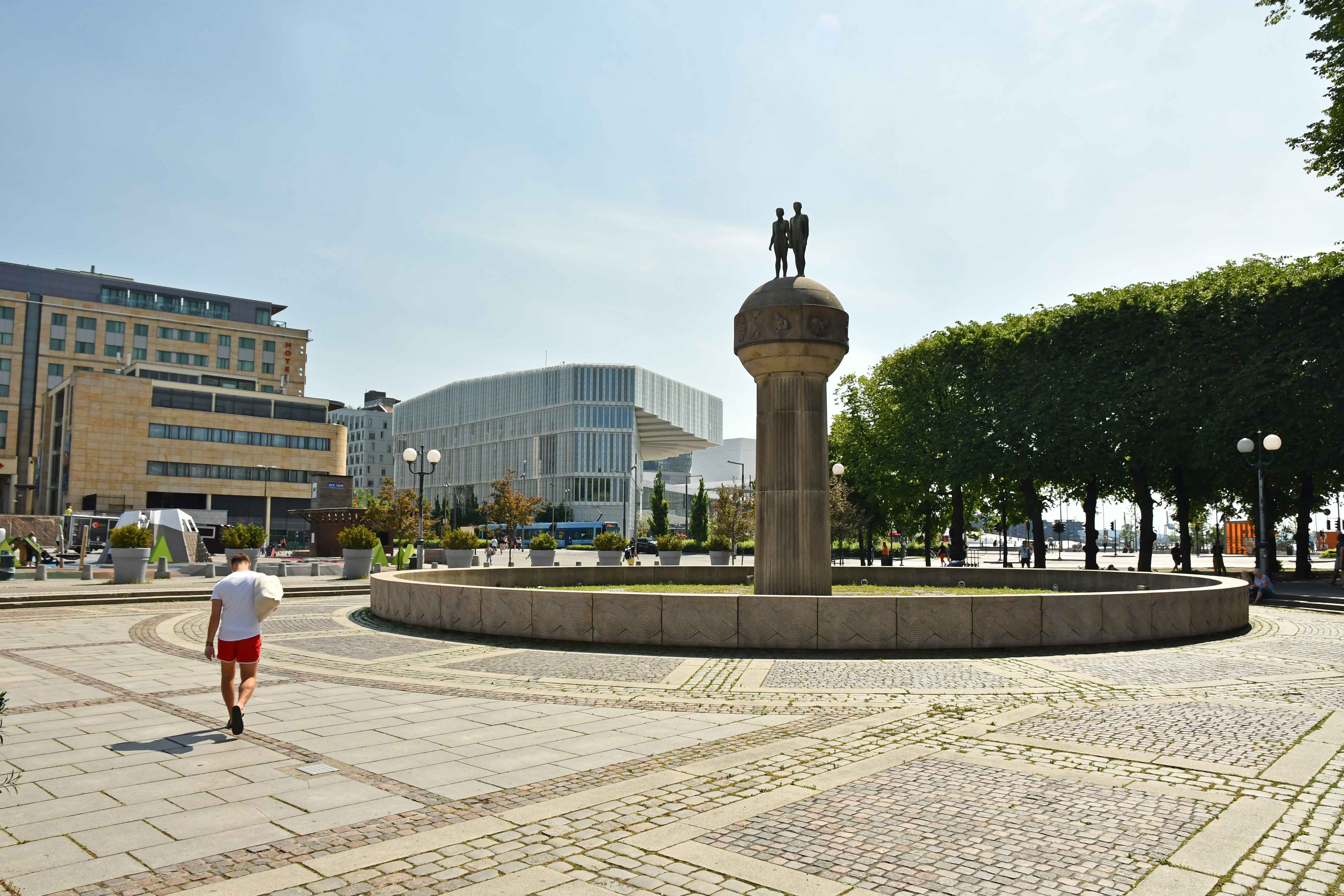
Фонтан «Сонце та Земля» з каменю та бронзи на площі Крістіана Фредеріка в Осло
Статуетка, що вручається лауреатам Бастіанської премії
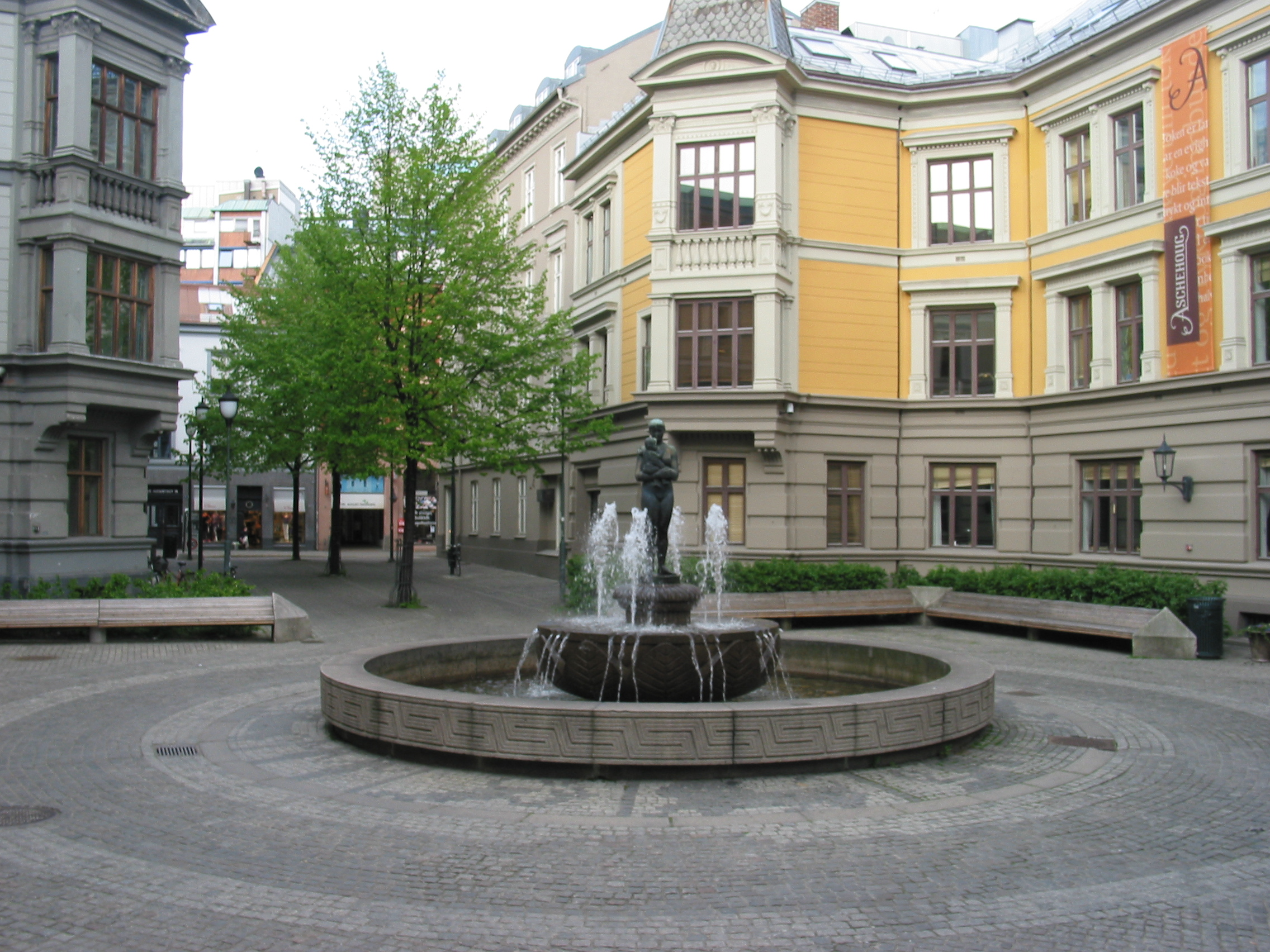
Фонтан «Вічне життя» на площі Сегестеда в Осло
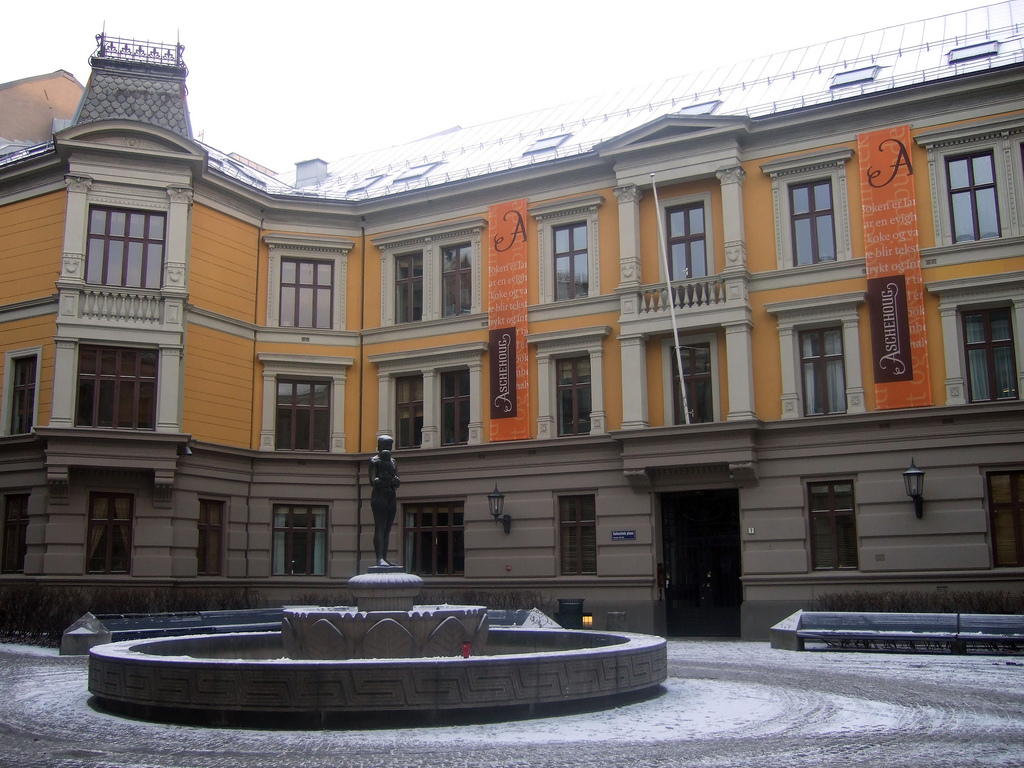
Фонтан «Вічне життя» на площі Сегестеда в Осло